# Radiomoment van het jaar
Radiomoment van het jaar is een jaarlijkse Nederlandse radioprijs als onderdeel van het NPO Radio 1-programma De Perstribune, waarbij aan het einde van elk jaar een keuze wordt gemaakt om het belangrijkste en mooiste radiofragment van het afgelopen jaar te bepalen. De uitreiking is gestart in 2019. De prijs is geïnitieerd door programmamaker en mediajournalist Ron Vergouwen, die voor hetzelfde programma ook wekelijks het 'radiomoment van de week' kiest.

## Opzet
Ron Vergouwen is als juryvoorzitter betrokken bij de totstandkoming van de groslijst (en kiest hiervoor o.a. uit de door hem in De Perstribune gekozen 'radiomoment van de week'-winnaars), maar heeft in de uiteindelijke eindverkiezing geen stem. Voor de verkiezing van het Radiomoment van het jaar wordt een jury samengesteld uit presentatoren en dj's van zoveel mogelijk landelijke radiozenders van Nederland. Van elke zender zit één iemand in de jury. Allemaal brengen ze een stem uit op hun favoriete fragmenten, die ze kiezen uit die vooraf samengestelde groslijst van momenten, waaraan ze zelf ook nog eigen suggesties kunnen toevoegen. 

## Radiomoment van het jaar 2019
Winnaar: 'Column Peter Heerschop' op Radio 538.
In 2019 wint cabaretier Peter Heerschop met een radiocolumn op Radio 538 over de tram-aanslag in Utrecht.
Op nummer 2 eindigt dit jaar Mieke van der Weij die in 'Met het oog op morgen' vertelt over het winnen van de Zilveren Reissmicrofoon terwijl ze ironisch genoeg haar stem kwijt is. Op nummer 3 eindigt dj Timur Perlin die op NPO Radio 2 een verhit gesprek voert met luisteraar Dave.
De jury bestaat deze editie uit: Jurgen van den Berg (NPO Radio 1), Jan-Willem Roodbeen (NPO Radio 2), Sander Hoogendoorn (NPO 3FM), Margriet Vroomans (NPO Radio 4), Jeroen van Inkel (NPO Radio 5), Bas van Werven (BNR Nieuwsradio), Marieke Elsinga (Qmusic), Mark Labrand (Radio 538), Dennis Ruyer (Radio Veronica) en Jeroen Nieuwenhuize (Radio 10).

## Radiomoment van het jaar 2020
Winnaar: 'You'll Never Walk Alone', geïnitieerd door 3FM-dj Sander Hoogendoorn.
In 2020 wint de actie waarbij het lied ‘You'll never walk alone’ van Gerry & the Pacemakers tegelijk op zo’n 180 Europese radiostation wordy gedraaid, op initiatief van 3FM-dj Sander Hoogendoorn. Hij heeft dit bedacht voor een gevoel van verbroedering tijdens de corona-pandemie.
Op nummer 2 eindigt dit jaar een fragment van de lokale omroep LOS in Den Helder, waarbij een auto live in de uitzending bij presentator Gert-Jan Meijer de pui uit de gevel rijdt. Op nummer 3 eindigt dit jaar de eerste corona-toespraak van premier Mark Rutte, omdat deze op bijna alle Nederlandse radiozenders live wordt uitgezonden. Een unieke gebeurtenis.
De jury bestaat deze editie uit: Suzanne Bosman (NPO Radio 1), Annemieke Schollaardt (NPO Radio 2), Eva Koreman (NPO 3FM), Sander Zwiep (NPO Radio 4), Henkjan Smits (NPO Radio 5), Roos Abelman (BNR Nieuwsradio), Domien Verschuuren (Qmusic), Sander Lantinga (Radio 538), Dennis Ruyer (Radio Veronica), Rob van Someren (Radio 10), Barry Paf (100%NL) en Dimitris Kops (SLAM!)

## Radiomoment van het jaar 2021
Winnaar: 'A whiter shade of pale', opgedragen aan Peter R. de Vries, geïnitieerd door Radio Veronica-dj Dennis Ruyer.
In 2021 jaar wint een moment waarbij het lied ‘A whiter shade of pale’ tegelijk op bijna alle landelijke en een aantal regionale zenders wordt gedraaid, als eerbetoon aan de vermoorde misdaadverslaggever Peter R. de Vries, waarvan op dat moment de uitvaart van start is gegaan op 21 juli. Het gedraaide nummer was zijn lievelingslied. De radiowereld toont op deze manier medeleven aan de nabestaanden en biedt verbinding en troost in het verdriet van vele Nederlanders.
Op nummer 2 eindigt dit jaar een verslag van Qmusic-dj Marieke Elsinga, op de ochtend na de moord op Peter R. de Vries. De avond daarvoor maakte ze als RTL Boulevard-collega van De Vries de hectiek van de moord van dichtbij mee. Op nummer 3 eindigt dj Timur Perlin, die live op 3FM een discussie aangaat met zijn baas zendermanager Sharid Alles, over de beslissing van het wel of niet in de uitzending halen van een jongen die een concert-actie van de zender wil verpesten.
De jury bestaat deze editie uit: Ghislaine Plag (NPO Radio 1), Bart Arens (NPO Radio 2), Jorien Renkema (NPO 3FM), Ab Nieuwdorp (NPO Radio 4), Hans Schiffers (NPO Radio 5), Fernando Halman (FunX), Diana Matroos (BNR Nieuwsradio), Menno Barreveld (Qmusic), Frank Dane (Radio 538), Martijn Muijs (Radio Veronica), Gerard Ekdom (Radio 10), Koen Hansen (100%NL), Martijn La Grouw (SLAM!), Jaap Brienen (Sublime) en Michiel Veenstra (KINK).

## Radiomoment van het jaar 2022
Winnaar: 'Chazia Mourali in gesprek met Tatiana Chevtchouk over de oorlog in Oekraïne', in het programma Goed Ingelichte Kring van PowNed, op NPO Radio 1.
In 2022 wint een emotioneel gesprek waarin de Oekraïense pianiste Tatiana Chevtchouk twee dagen na de Russische invasie in haar vaderland spreekt met Chazia Mourali over de oorlog aldaar. Tatiana's neef blijkt te zijn omgekomen. Volgens de jury maakt haar verhaal de oorlog op een indringende manier persoonlijk voor de luisteraar.
Op nummer 2 eindigt Desiree van der Heiden, die live op NPO Radio 2 in een persoonlijk en emotioneel betoog vertelt waarom Pride voor haar zo belangrijk is. Op nummer 3 eindigt dit jaar dj Wim Drent die live op de radio zijn ontslag bij Radio Continue indient, vanwege zijn ongenoegen over de nieuwe muzikale koers van de zender. 
De jury bestaat deze editie uit: Mischa Blok (NPO Radio 1), Tim op het Broek (KINK), Niek van der Bruggen (Radio 538), Edwin Diergaarde (Radio 10), Thomas van Empelen (100%NL), Bert Haandrikman (NPO Radio 5), Tannaz Hajeby (FunX), Daniel Lippens (SLAM!), One’sy Muller (Sublime), Andrea van Pol (NPO Radio 4), Arjan Snijders (Radio Veronica), Wijnand Speelman (NPO 3FM), Stefan Stasse (NPO Radio 2), Liesbeth Staats (BNR Nieuwsradio) en Mattie Valk (Qmusic).

## Radiomoment van het jaar 2023
Winnaar: 'Timur Perlin in gesprek met luisteraar Mark over LHBTIQ+-rechten', in het programma Requestival van BNNVARA, op NPO 3FM.
Timur Perlin voerde een hoogoplopende discussie in zijn programma Requestival naar aanleiding van de door hem geïnitieerde actie Pride in jouw dorp, waarbij hij in een dorp een Pride organiseert om iemand uit de LHBTIQ+-gemeenschap een hart onder de riem te steken. Daarover kreeg Timur een woedende luisteraar aan de lijn, met wie hij vervolgens in gesprek ging.
Als nummer 2 eindigt dit jaar een verhit gesprek tussen interviewer Gijs Groenteman en zijn gast Ivo Niehe in het programma Kunststof. Als nummer 3 eindigt dit jaar Radio 10-dj Silvan Stoet, die onverwacht een terminale luisteraar aan de lijn krijgt, die kort daarop uit het leven wil stappen en vertelt waarom de radio voor hem in zijn leven zo'n belangrijke rol heeft gespeeld.
De jury bestaat deze editie uit: Chazia Mourali (NPO Radio 1, winnaar 2022), Shay Kreuger (NPO Radio 2), Mai Verbij (NPO 3FM), Jet Berkhout (NPO Klassiek), Simone Walraven (NPO Radio 5), Gilly Mangkoewihardjo (NPO FunX), Wim van Helden (Qmusic), Bas Menting (Radio 538), Lex Gaarthuis (Radio 10), Frank van der Lende (Radio Veronica), Jasper Leijdens (KINK), Kees Dorresteijn (BNR Nieuwsradio), Giorgio Hokstam (100% NL), Anoûl Hendriks (SLAM!) en Sander de Heer (Sublime).

## Radiomoment van het jaar 2024
Winnaar: 'Mattie Valk neemt afscheid van Eva Hermans-Kroot', in het programma Mattie & Marieke op Qmusic.
Vlak voor haar dood nam Eva telefonisch afscheid van Mattie en de luisteraars. In de jaren daarvoor gaf Eva in de Nederlandse media een optimistische stem aan jongeren met kanker. Sinds augustus 2021 was Eva al met grote regelmaat te horen geweest in het programma.
Als nummer 2 eindigt een betoog van cabaretier Vera van Zelm over grensoverschrijdend gedrag in Spijkers met Koppen (NPO Radio 2) en op de derde plaats een fragment van KINK, waarin Tim op het Broek in 'De Zelfmoordshow' spreekt met zijn moeder over de zelfgekozen dood van zijn oom.
De jury bestaat deze editie uit: Nellie Benner (NPO 3FM), Evelien de Bruijn (NPO Radio 2), Frank van ‘t Hof (Radio Veronica), Ingrid Jansen (100% NL), Astrid Kersseboom (NPO Radio 1), Quincy Kompier (NPO FunX), Stefan Koren (KINK), Carine Lacor (NPO Klassiek), Kai Merckx (JOE), Felix Meurders (NPO Radio 5), Julia van Reyendam (Radio 538), Gijs Staverman (Radio 10), Joost Swinkels (Qmusic), Iwan Verrips (BNR Nieuwsradio) en Jarno van der Wielen (SLAM!).